# 東野 (浦安市)
東野（ひがしの）は千葉県浦安市の地名。現行行政地名は東野一丁目から東野三丁目。郵便番号は279-0042（町内にある浦安郵便局のみ279-8799）。

## 地理
第1期海面埋立事業によって作られた中町地区に位置する。主に住宅地として利用され、東端に国道357号、それに近接して首都高速湾岸線が通る。一丁目に浦安郵便局、二丁目に市営プール、三丁目に東海大学付属浦安高等学校・中等部がある。
東は富岡、西は富士見・堀江、南は弁天、北は猫実・海楽と接している。

### 地価
住宅地の地価は、2014年（平成26年）1月1日に公表された公示地価によれば、東野3-7-23の地点で24万8000円/m2となっている。

## 歴史

### 地名の由来
浜土堤（旧堤防）の東南は昔は洲になっており、カヤやヨシの生い茂る原野であった。そのことより「東方にある原野」の意味から、「東野」と名づけられた。

### 沿革
- 1968年（昭和43年）6月24日　第1期海面埋立事業により、東葛飾郡浦安町東野を新設。
- 1981年（昭和56年）4月1日　市制施行により、浦安市東野となる。
- 1982年（昭和57年）10月1日　住居表示施行により、浦安市東野一丁目～三丁目となる。

## 町名の変遷
「東野」新設時
| 実施後 | 実施年月日      | 実施前（各町名ともその一部） |
| ------ | --------------- | ---------------------------- |
| 東野   | 昭和43年6月24日 | （地名なし）                 |

住居表示施行時
| 実施後     | 実施年月日      | 実施前（各町名ともその一部） |
| ---------- | --------------- | ---------------------------- |
| 東野一丁目 | 昭和57年10月1日 | 東野                         |
| 東野二丁目 | 昭和57年10月1日 | 東野                         |
| 東野三丁目 | 昭和57年10月1日 | 東野                         |

## 世帯数と人口
2017年（平成29年）10月31日現在の世帯数と人口は以下の通りである。
| 丁目       | 世帯数    | 人口    |
| ---------- | --------- | ------- |
| 東野一丁目 | 1,415世帯 | 3,674人 |
| 東野二丁目 | 1,817世帯 | 4,526人 |
| 東野三丁目 | 721世帯   | 1,680人 |
| 計         | 3,953世帯 | 9,880人 |

## 小・中学校の学区
市立小・中学校に通う場合、学区は以下の通りとなる。
| 丁目       | 番地 | 小学校             | 中学校               |
| ---------- | ---- | ------------------ | -------------------- |
| 東野一丁目 | 全域 | 浦安市立東野小学校 | 浦安市立富岡中学校   |
| 東野二丁目 | 全域 | 浦安市立東野小学校 | 浦安市立富岡中学校   |
| 東野三丁目 | 全域 | 浦安市立舞浜小学校 | 浦安市立見明川中学校 |

## 施設
- 浦安市立東野保育園
- 浦安郵便局
- 浦安市営プール
- 東海大学付属浦安高等学校・中等部
- 浦安市総合福祉センター